# Surf ai Giochi della XXXII Olimpiade - Shortboard maschile
La gara del shortboard maschile dei Giochi della XXXII Olimpiade si è svolta tra il 25 luglio e il 27 luglio 2021. A causa di una tempesta tropicale le finali del surf olimpico, precedentemente previste per mercoledì 28 luglio, sono state anticipate a martedì 27 luglio. Hanno partecipato 20 atleti.
Il vincitore è stato il brasiliano Ítalo Ferreira.

## Formato
La competizione si compone di sei round:
- Round 1: 5 batterie da 4 surfisti ciascuna; i primi 2 di ogni batteria (10 in totale) passano al round 3 mentre gli altri 2 di ogni batteria (10 in totale) passano al round 2 (essenzialmente un ripescaggio)
- Round 2: 2 batterie da 5 surfisti ciascuna; i primi 3 di ogni batteria (6 in totale) passano al round 3 mentre gli altri 2 di ogni batteria (4 in totale) vengono eliminati
- Round 3: la competizione testa a testa inizia con questo round di 16 (8 batterie di 2 surfisti ciascuna; il vincitore avanza, il perdente eliminato)
- Quarti di finale
- Semifinali
- Partita finale e medaglia di bronzo

La durata di ogni batteria (da 20 a 35 minuti) e il numero massimo di onde che ogni surfista può cavalcare sono determinati dal direttore tecnico prima del giorno della gara. Il punteggio per ogni onda va da 0 a 10, con le migliori due onde per ogni surfista che contano. I punteggi si basano sulla difficoltà delle manovre eseguite, sull'innovazione e sulla progressione, sulla varietà, sulla combinazione, sulla velocità, sulla potenza e sul flusso di ciascuna manovra.

## Programma
| Data           | Ora (UTC+9) | Turno            |
| -------------- | ----------- | ---------------- |
| 25 luglio 2021 | 08:30       | Round 1          |
| 25 luglio 2021 | 08:30       | Round 2          |
| 26 luglio 2021 | 08:30       | Round 3          |
| 27 luglio 2021 | 09:00       | Quarti di finale |
| 27 luglio 2021 | 09:00       | Semifinali       |
| 27 luglio 2021 | 08:30       | Finale           |

## Risultati

### Round 1
Il primo round è di non eliminazione. I surfisti saranno testati in cinque batterie di quattro surfisti ciascuna, con i primi due surfisti che avanzeranno direttamente al Round 3. I due ultimi surfisti saranno selezionati per il Round 2, il primo round di eliminazione. 

#### Batteria 1
| Pos. | Surfista            | Nazionalità | Totale | Note |
| ---- | ------------------- | ----------- | ------ | ---- |
| 1    | Ítalo Ferreira      | Brasile     | 13.67  | R3   |
| 2    | Hiroto Ohhara       | Giappone    | 11.40  | R3   |
| 3    | Leonardo Fioravanti | Italia      | 9.43   | R2   |
| 4    | Leandro Usuna       | Argentina   | 8.27   | R2   |

#### Batteria 2
| Pos. | Surfista        | Nazionalità   | Totale | Note |
| ---- | --------------- | ------------- | ------ | ---- |
| 1    | Kanoa Igarashi  | Giappone      | 12.77  | R3   |
| 2    | Miguel Tudela   | Perù          | 10.67  | R3   |
| 3    | Billy Stairmand | Nuova Zelanda | 9.97   | R2   |
| 4    | Jérémy Florès   | Francia       | 7.63   | R2   |

#### Batteria 3
| Pos. | Surfista      | Nazionalità | Totale | Note |
| ---- | ------------- | ----------- | ------ | ---- |
| 1    | Lucca Mesinas | Perù        | 11.40  | R3   |
| 2    | Kolohe Andino | Stati Uniti | 10.27  | R3   |
| 3    | Rio Waida     | Indonesia   | 9.96   | R2   |
| 4    | Julian Wilson | Australia   | 8.77   | R2   |

#### Batteria 4
| Pos. | Surfista           | Nazionalità | Totale | Note |
| ---- | ------------------ | ----------- | ------ | ---- |
| 1    | Owen Wright        | Australia   | 10.40  | R3   |
| 2    | Ramzi Boukhiam     | Marocco     | 10.23  | R3   |
| 3    | John John Florence | Stati Uniti | 8.37   | R2   |
| 4    | Manuel Selman      | Cile        | 6.20   | R2   |

#### Batteria 5
| Pos. | Surfista       | Nazionalità | Totale | Note |
| ---- | -------------- | ----------- | ------ | ---- |
| 1    | Gabriel Medina | Brasile     | 12.23  | R3   |
| 2    | Michel Bourez  | Francia     | 10.10  | R3   |
| 3    | Leon Glatzer   | Germania    | 10.00  | R2   |
| 4    | Carlos Muñoz   | Costa Rica  | DNS    | R2   |

Il surfista Carlos Muñoz Herrera non ha preso parte all'evento a causa delle regole Covid-19.

### Round 2
I primi tre surfisti di ogni batteria nel Round 2 avanzano al Round 3. I due ultimi surfisti di ogni batteria vengono eliminati. 

#### Batteria 1
| Pos. | Surfista           | Nazionalità   | Totale | Note |
| ---- | ------------------ | ------------- | ------ | ---- |
| 1    | John John Florence | Stati Uniti   | 12.77  | R3   |
| 2    | Rio Waida          | Indonesia     | 11.53  | R3   |
| 3    | Billy Stairmand    | Nuova Zelanda | 11.34  | R3   |
| 4    | Manuel Selman      | Cile          | 9.74   | E    |
| 5    | Carlos Muñoz       | Costa Rica    | DNS    | E    |

Il surfista Carlos Muñoz Herrera non ha preso parte all'evento a causa delle regole Covid-19.

#### Heat 2
| Pos. | Surfista            | Nazionalità | Totale | Note |
| ---- | ------------------- | ----------- | ------ | ---- |
| 1    | Leonardo Fioravanti | Italia      | 12.53  | R3   |
| 2    | Jérémy Florès       | Francia     | 11.37  | R3   |
| 3    | Julian Wilson       | Australia   | 11.27  | R3   |
| 4    | Leon Glatzer        | Germania    | 10.43  | E    |
| 5    | Leandro Usuna       | Argentina   | 9.67   | E    |

### Round 3
Il vincitore di ogni testa a testa si qualifica ai quarti di finale. 
| Pos. | Surfista            | Nazionalità   | Totale | Note |
| ---- | ------------------- | ------------- | ------ | ---- |
| 1    | Kanoa Igarashi      | Giappone      | 14.00  | QF   |
| 2    | Rio Waida           | Indonesia     | 12.00  | E    |
|      |                     |               |        |      |
| 1    | Kolohe Andino       | Stati Uniti   | 14.83  | QF   |
| 2    | John John Florence  | Stati Uniti   | 11.60  | E    |
|      |                     |               |        |      |
| 1    | Michel Bourez       | Francia       | 12.43  | QF   |
| 2    | Ramzi Boukhiam      | Marocco       | 9.40   | E    |
|      |                     |               |        |      |
| 1    | Gabriel Medina      | Brasile       | 14.33  | QF   |
| 2    | Julian Wilson       | Australia     | 13.00  | E    |
|      |                     |               |        |      |
| 1    | Ítalo Ferreira      | Brasile       | 14.54  | QF   |
| 2    | Billy Stairmand     | Nuova Zelanda | 9.67   | E    |
|      |                     |               |        |      |
| 1    | Hiroto Ohhara       | Giappone      | 10.00  | QF   |
| 2    | Miguel Tudela       | Perù          | 9.63   | E    |
|      |                     |               |        |      |
| 1    | Lucca Mesinas       | Perù          | 10.77  | QF   |
| 2    | Leonardo Fioravanti | Italia        | 8.86   | E    |
|      |                     |               |        |      |
| 1    | Owen Wright         | Australia     | 15.00  | QF   |
| 2    | Jérémy Florès       | Francia       | 12.90  | E    |

### Quarti di finale
Il vincitore di ogni testa a testa si qualifica per le semifinali.
| Pos. | Surfista       | Nazionalità | Totale | Note |
| ---- | -------------- | ----------- | ------ | ---- |
| 1    | Kanoa Igarashi | Giappone    | 12.60  | SF   |
| 2    | Kolohe Andino  | Stati Uniti | 11.00  | E    |
|      |                |             |        |      |
| 1    | Gabriel Medina | Brasile     | 15.33  | SF   |
| 2    | Michel Bourez  | Francia     | 13.66  | E    |
|      |                |             |        |      |
| 1    | Ítalo Ferreira | Brasile     | 16.30  | SF   |
| 2    | Hiroto Ohhara  | Giappone    | 11.90  | E    |
|      |                |             |        |      |
| 1    | Owen Wright    | Australia   | 12.74  | SF   |
| 2    | Lucca Mesinas  | Perù        | 7.83   | E    |

### Semifinali
Il vincitore di ogni testa a testa avanza alla fina per la medaglia d'oro. I perdenti, invece, avanzano alla finale per la medaglia di bronzo.
| Pos. | Surfista       | Nazionalità | Totale | Note |
| ---- | -------------- | ----------- | ------ | ---- |
| 1    | Kanoa Igarashi | Giappone    | 17.00  | F    |
| 2    | Gabriel Medina | Brasile     | 16.76  | BMM  |
|      |                |             |        |      |
| 1    | Ítalo Ferreira | Brasile     | 13.17  | F    |
| 2    | Owen Wright    | Australia   | 12.47  | BMM  |

### Finale per la medaglia di bronzo
| Pos. | Surfista       | Nazionalità | Totale | Note |
| ---- | -------------- | ----------- | ------ | ---- |
| 4    | Gabriel Medina | Brasile     | 11.77  |      |
|      | Owen Wright    | Australia   | 11.97  |      |

### Finale per la medaglia d'oro
| Pos. | Surfista       | Nazionalità | Totale | Note |
| ---- | -------------- | ----------- | ------ | ---- |
|      | Kanoa Igarashi | Giappone    | 6.60   |      |
|      | Ítalo Ferreira | Brasile     | 15.14  |      |